# Galipán
Galipán est une localité de l'État de La Guaira au Venezuela. Elle est célèbre pour ses fleurs et pour ses nombreux restaurants. Sa proximité avec la capitale Caracas en fait une destination majeure pour ses visiteurs au sein du parc national El Ávila.
Le peintre franco-danois Camille Pissarro né en 1830 sur l'île Saint-Thomas aux Antilles, séjourne deux ans à Caracas avec son ami Fritz Melbye, un autre artiste danois. Il y peint et dessine jusqu'en 1854 avant de rentrer à Saint-Thomas dans l'entreprise familiale.

Camille Pissarro à Galipan en 1854
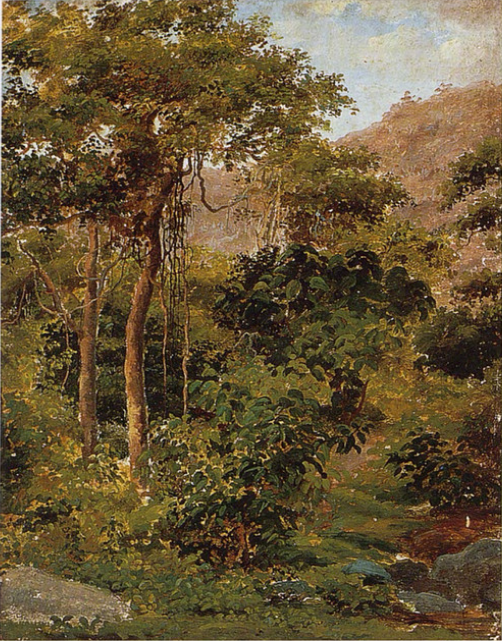
Forêt tropicale, Galipán,1854 Museumsbygningen, Copenhague
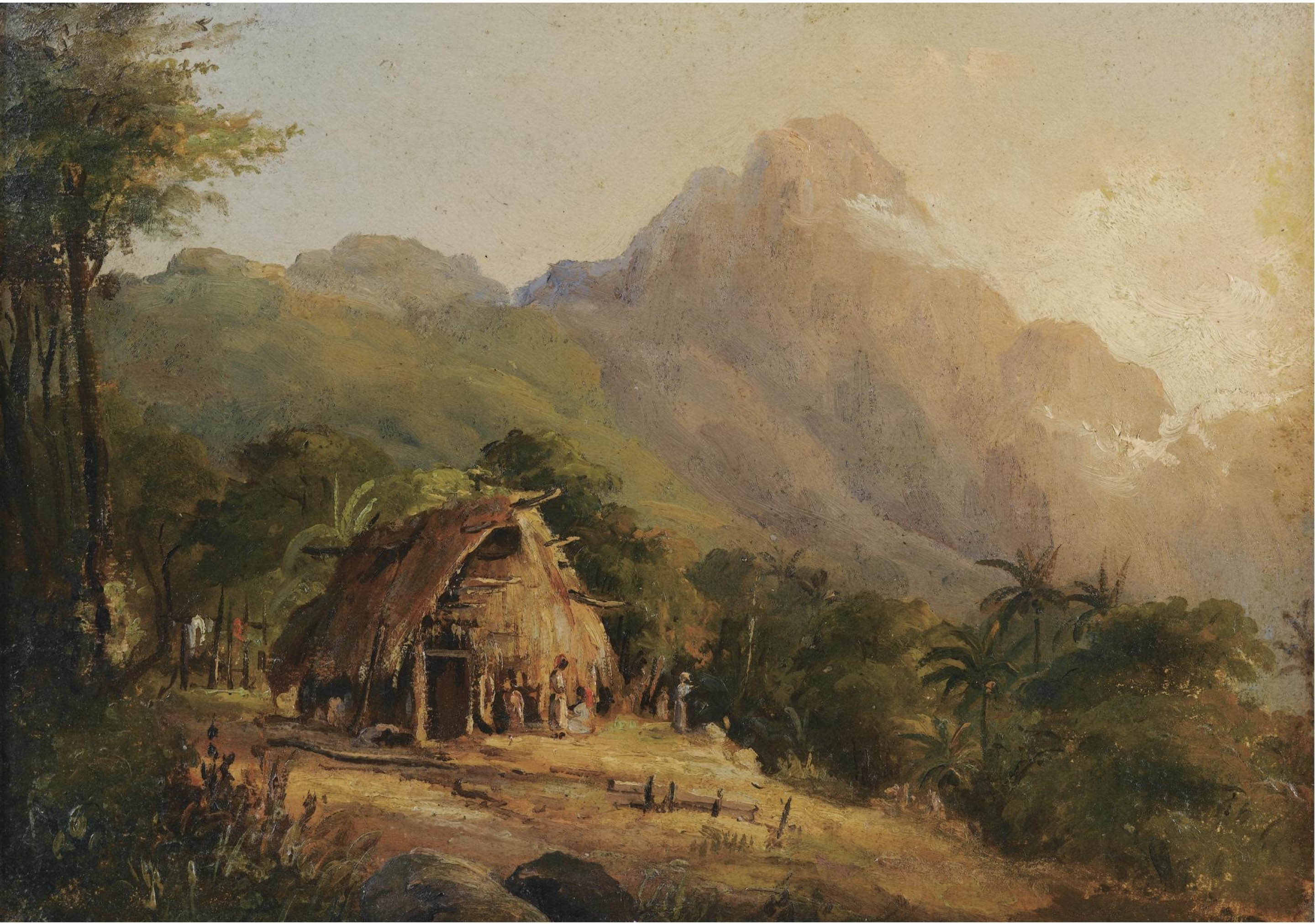
Hutte dans un paysage de montagne, Galipán Collection privée, Vente 2009